# Асока (серіал)
«Асока» (англ. Ahsoka), також «Зоряні війни: Асока» (англ. Star Wars: Ahsoka) — американський телевізійний вебсеріал Дейва Філоні та Джона Фавро, створений для потокового сервісу Disney+, за участю однойменного персонажа «Зоряних воєн». Серіал є спінофом серіалу «Мандалорець», дія якого відбувається в той самий період, що й цей серіал та інші його взаємопов'язані спінофи після подій «Повернення Джедая» (1983), а також слугує продовженням анімаційного серіалу «Зоряні війни: Повстанці». Серіал розповідає про те, як Асока Тано досліджує загрозу, що виникла для галактики після падіння Імперії.
Розаріо Довсон зіграла Асоку Тано, повторюючи свою роль із «Мандалорця». Персонажка була створена для мультсеріалу «Зоряні війни: Війни клонів» (озвучена Ешлі Екштайн), і дебютувала у другому сезоні «Мандалорця». У грудні 2020 року було оголошено про створення серіалу, зосередженого на цій персонажці, у якому Довсон повторить свою роль, а Філоні призначений сценаристом. Знімання розпочалося на початку травня 2022 року, тоді з'ясувалося, що в серіалі з'являться кілька персонажів із «Повстанців», і завершилося у жовтні 2022 року. У квітні 2023 року було оголошено про участь інших акторів, зокрема що Ларс Міккельсен, повторює свою роль гранд-адмірала Трауна з «Повстанців», і було підтверджено, що серіал продовжує історію, розпочату в «Повстанцях». Також у серіалі знімається українсько-американська акторка Іванна Сахно, яка виконала роль Шин Гаті.
Асока складається з восьми епізодів, прем'єра перших двох відбулася 22 серпня 2023 року, а показ фіналу 1 сезону відбувся 3 жовтня.

## Сюжет
Серіал розповідає про тоґруту Асоку Тано, яка вийшла з Ордену джедаїв під час Війн клонів. Після перемоги Альянсу Повстанців над Галактичною Імперією вона вирушає на пошуки зниклого гранд-адмірала Трауна.

## У ролях
- Розаріо Довсон — Асока Тано: Колишня падаванка і учениця Енакіна Скайвокера. Довсон зазначила, що монтралі [орган чуттів для пасивної ехолокації, який знаходиться на голові тоґрут] персонажки були перебудовані за допомогою «технологій, яких навіть не існувало, коли ми тільки починали», внаслідок чого вони стали довшими та мали всередині себе скелет, надрукований на 3D-принтері, що дозволяло рухатися більш плавно. Довсон працювала з координатором боїв Мін Цю, щоб навчитися битися мечами в обох руках для серіалу[4].
  - Аріана Ґрінблетт зображує юну Асоку під час спогадів з Війн клонів.

- Наташа Лю Бордіццо — Сабін Врен: Мандалорська воїнеса і художниця графіті, яка покинула Імперську академію, колишня мисливиця за головами та колишня учениця Асоки, яка володіє експертними знаннями про зброю та вибухівки. Бордіццо дивилася «Зоряні війни: Повстанці», щоб підготуватися до своєї ролі, і провела три місяці перед початком зйомок, тренуючись із Цю та навчалася користуватися світловим мечем, оскільки персонажка використовує старий меч Езри Бріджена.

- Мері Елізабет Вінстед — Гера Синдулла[en]: Генералка Нової Республіки Тві'лек, яка є пілотесою «Привида». Гера має сина Джейсена від покійного лицаря-джедая Кенана Джарруса[en]. Вінстед згадувала розвиток персонажа Гери в «Повстанцях», а також обговорювала персонажку з творцем Дейвом Філоні, щоб приготуватись до виконання ролі. Вона описала Геру як «сильну лідерку та борчиню», яка водночас має материнські інстинкти; вона відчувала, що це було унікально серед інших армійських генералів, оскільки їх традиційно зображують як «дуже чоловічих, суворих фігур».
- Рей Стівенсон — Бейлан Сколл: Колишній джедай, який пережив наказ 66, втікши в Невідомі регіони. Тепер є найманцем у пошуках влади. Він є майстром Шін Хаті і працює з Морґан Елсбет.[5]
- Іванна Сахно — Шін Гаті: Учениця Бейлана Сколла, яка є темною джедайкою і якій Бейлан наказує слідувати за Асокою. Сахно описала Гаті як «помірну» та «нетерплячу», Філоні заохочував її допомогти розробити елементи передісторії її персонажки.

- Діана Лі Іносанто — Морґан Елсбет: Колишня магістратка Калодану, яка є союзницею Трауна і однією з останніх нічних сестер Датоміра, що залишилися. На її зображення Іносанто надихнули Юлій Цезар і Катерина II[6].
- Девід Теннант — Г'юянґ: Дроїд для виготовлення світлових мечів, який використовувався джедаями протягом тисячоліть. Теннант повторює свою роль з мультсеріалу «Зоряні війни: Війни клонів».
- Еман Есфанді — Езра Бріджер[en]: Колишній шахрай і злодій з Лотала, якого Кенан Джаррус взяв до себе для підготовки на джедая. Пізніше пожертвував собою і зникнув з галактики разом з Трауном.

- Еван Віттен — Джейсен Синдулла: син Гери та Канана Джаррусів, який сподівається стати джедаєм, як його батько.
- Женев'єв О'Рейлі[en] — Мон Мотма: Канцлерка Нової Республіки, яка раніше була сенатором у Республіканському та Імперському сенатах, а також лідеркою Альянсу повстанців.
- Гайден Крістенсен — Енакін Скайвокер: Покійний майстер-джедай Асоки Тано, який впав на темну сторону Сили, ставши Дартом Вейдером. Скайвокер з'являється перед Асокою у «Світі між світами», а Крістенсена омолодили для цієї ролі.
- Ларс Міккельсен — Гранд-адмірал Траун: Чисський високопоставлений старший офіцер Галактичної Імперії, відомий своєю тактичною хитрістю, якого раніше забрали в гіперпростір Езра та Пуррґіли. Міккельсен раніше озвучував персонажа в мультисеріалі «Зоряні війни: Повстанці». Міккельсен вважав Трауна грізним супротивником, оскільки він «на сім кроків попереду всіх» і не є джедаєм або користувачем Сили.

У серіалі зіграли Пол Дарнелл, який виконує роль Інквізитора Маррока, а Дейв Філоні повторює свою роль, озвучуючи C1-10P «Чоппер», дроїда-астромеханіка Гери. Серед запрошених зірок — Марк Ролстон у ролі капітана Гейла, капітана корабля для полонених, на якому перевозили Елсбет; Кленсі Браун у ролі Райдера Азаді, губернатора Лотала, повторює свою голосову роль з мультсеріалу «Повстанці»; Вінні Томас у ролі Джая Келл, сенатора Лотала, який раніше з'являвся у «Повстанцях» як друг Езри Бріджера, озвучених Данте Баско; Пітер Джейкобсон — Мін Вівер, шпигун Галактичної Імперії, який працює регіональним наглядачем корелліанської верфі; Нельсон Лі — сенатор Гамато Ксіоно, персонаж, який раніше з'являвся в дитячому мультсеріалі «Зоряні війни: Рух опору»; Жаклін Антарамян — сенаторка Родріґо; Мо Ірвін — сенатор Мевуд; Пол Сун-Гюнґ Лі в ролі капітана Карсона Теви, який повторює свою роль з «Мандалорця» та «Книги Боби Фетта»; і Брендан Вейн у ролі лейтенанта Лендера. Вейн виступає дублером на знімальному майданчику для Діна Джаріна / Мандалорця в серіалі «Мандалорець». Вес Чатем має стати «правою рукою» Трауна. Сем Вітвер, який озвучив багатьох персонажів у різних проєктах Зоряних воєн, озвучує додаткові голоси для серіалу. Темуера Моррісон озвучив Рекса у флешбеках, капітана клонів/командувача 501-го легіону, який служив під керівництвом Енакіна та Асоки під час Війн клонів.

## Список серій
| № серії | Назва серії                                                                                         | Режисер(и)         | Сценарист(и) | Оригінальна дата виходу |
| --- | --------------------------------------------------------------------------------------------------- | ------------------ | ------------ | ----------------------- |
| 1 | «Part One: Master and Apprentice» «Частина перша: Майстер та учень»                                 | Дейв Філоні        | Дейв Філоні  | 22 серпня 2023          |
| Бейлан Сколл, колишній джедай, який тепер працює найманцем, і його учениця Шін Хаті атакують крейсер Нової Республіки, на борту якого перевозили леді Морґан Елсбет, яка раніше була захоплена Асокою Тано. Пара рятує леді Елсбет, яка повідомляє Сколлу, що Асока шукає Трауна. Асока та Х'юянґ отримують зоряну карту місцезнаходження гранд-адмірала Трауна та, можливо, Езри Бріджера, перш ніж їх повідомляють про втечу леді Елсбет. Перегрупувавши флот, Асока зустрічається з генералкою Герою Синдуллою, де Х'юянґ розповідає, що зоряна карта все ще заблокована. Синдулла радить Асоці звернутися по допомогу до Сабін Врен, щоб розблокувати карту. Пізніше, коли Врен відкриває карту, вона стикається з Шін Хаті, яка викрадає карту та ранить Сабін під час дуелі. | |                    |              |                         |
| 2 | «Part Two: Toil and Trouble» «Частина друга: Праця і клопоти»                                       | Стеф Ґрін          | Дейв Філоні  | 22 серпня 2023          |
| Сабін Врен одужує та інформує Асоку про свої відкриття, а також відстежує дроїдів, які напали на неї, до фабрик Елсбет на Кореллії. Шукаючи зоряну карту, Асока та Синдулла вчасно вирушають на корелліанські верфі, щоб побачити величезний гіперпривід, побудований для корабля Елсбет, щоб дістатися до Трауна в Перідеї, сусідній галактиці. Транспорт із гіперприводом втікає, але Чоппер встигає підключити пристрій стеження. Після арешту працівників корабельні як шпигунів на користь Імперії, з Асокою зв’язався Врен, яка готова знову стати її падаваном і знайти Бріджера. З Елсбет зв'язуються Сколл, Хаті та Маррок, які отримали гіпердвигун, щоб вони могли завершити будівництво її корабля, «Око Сіону», та знайти адмірала Трауна. | |                    |              |                         |
| 3 | «Part Three: Time to Fly» «Частина третя: Час летіти»                                               | Стеф Ґрін          | Дейв Філоні  | 29 серпня 2023          |
| Сабін Врен відновлює своє навчання під керівництвом Асоки та Х'юянґа, під час цього вона бореться з нездатністю використовувати Силу. Синдулла зустрічається з Мон Мотмою, канцлером Нової Республіки, і групою впливових сенаторів, щоб отримати дозвіл відправити війська Республіки на планету Сітос. Попри підтримку Мотми, сенатори відмовляються вірити, що Траун і Бріджер живі, і відхиляють прохання Синдулли. Асока, Врен і Х'юянґ вирушають на Сітос, де вони знаходять корабель «Око Сіону», але їх перехоплює ескадрилья винищувачів на чолі з Хаті і Марроком. Група втікає, пролетівши через Пергілл і приземляється на поверхню Сітоса, однак Хаті знає, що вони ховаються десь у лісі. У результаті Сколл спрямовує свої сили на полювання на них. | |                    |              |                         |
| 4 | «Part Four: Fallen Jedi» «Частина четверта: Полеглий джедай»                                        | Пітер Ремзі        | Дейв Філоні  | 5 вересня 2023          |
| Асока думає про наслідки досягнення Трауна і Езри Бріджера, даючи Сабін Врен паузу, оскільки вона все ще твердо налаштована знайти свого друга. Через кілька хвилин на них нападає кілька загонів Бейлана Сколла, але їм вдається стримати їх. Побоюючись, що Сколл отримає координати місцезнаходження Трауна, Асока та Сабін прямують до його бази, але їх перехоплюють Шін Хаті та Маррок. Асока вбиває Маррока та продовжує йти самотужки, а Сабін залишається позаду, щоб стримати Хаті. Асока досягає Сколла, і вони вступають у двобій. Асока отримує карту, але вона відкидає її вбік після того, як вона обпікає її руку. Сколл перемагає та відкидає Асоку в океан, а Сабін з жахом спостерігає. Потім Сабін тримає карту під прицілом, але Сколл змушує її віддати її, обіцяючи, що вона знову побачить Езру. Після того, як місцезнаходження Трауна виявлено, Сколл знищує карту та сідає на «Око Сіону» разом з Хаті та Сабін. Невеликий флот винищувачів Нової Республіки на чолі з Герою Синдуллою прибуває до Сітоса і намагається зупинити корабель від стрибка в гіперпростір, але не вдається. Тим часом Асока прокидається у «Світі між світами», де вона возз’єднується зі своїм колишнім Майстром Енакіном Скайвокером. | |                    |              |                         |
| 5 | «Part Five: Shadow Warrior» «Частина п'ята: Тіньовий воїн»                                          | Дейв Філоні        | Дейв Філоні  | 12 вересня 2023         |
| Під час розслідування зникнення Асоки разом із його матір’ю Джейсен Синдулла відчуває, що Асока перебуває у «Світі між світами», розкриваючи його власний зв’язок із Силою. Енакін пояснює Асоці, що він спостерігав за нею через Силу, і робить висновок, що її поразка зі Сколлом частково пов’язана з її невирішеним почуттям провини за події, які їх розлучили. Асока програє двобій з Енакіном і знову переживає фрагменти свого минулого під час Війн клонів. Асока відмовляється від вчення Енакіна, вирішуючи не стримуватися минулим, що призвело до ще однієї дуелі між ними. Асока перемагає, визнаючи, що вона не була частиною причини падіння Енакіна, і вирішує жити. Команда Синдулли знайшла Асоку, але Мон Мотма зв’язалася з Синдуллою та повідомила їй, що сили Нової Республіки прямують, щоб взяти її та Асоку під варту. Незадовго до того, як вони це зроблять, Асока приєднується до групи Пурргілів, щоб вирушити до Езри. | |                    |              |                         |
| 6 | «Part Six: Far, Far Away» «Частина шоста: Далеко-далеко»                                            | Дженіфер Ґетзінґер | Дейв Філоні  | 19 вересня 2023         |
| Подорожуючи з Пергіллами, Асока каже Х'юянгу, що вона відчула, що Сабін Врен добровільно пішла зі Сколлом. Х'юянг припускає, що бажання Сабін знайти Езру Бріджера не залишило їй іншого вибору. У далекій галактиці «Око Сіону» досягає планети Перідеї, стародавньої батьківщини народу Морґан Елсбет, датомірів. Елсбет, Сколл, Хаті та Врен зустрічають Великих Матерів, групу Нічних Сестер, об’єднану з Трауном. Поки вони чекають прибуття гранд-адмірала, Сколл розповідає Хаті про свою віру в те, що падіння джедаїв і піднесення Імперії були частиною неминучого циклу, який він має намір розірвати. Траун прибуває зі своїм зоряним руйнівником «Химера» і виконує обіцянку Сколла, забезпечуючи Сабін Врен провізією, верховою їздою та останніми даними про місцеперебування Езри Бріджера. Після того, як вона йде, Траун наказує Сколлу та Хаті слідувати за нею, щоб вони могли вбити і її, і Бріджера. Переживши засідку бандитів, Сабін зустрічає місцевих істот Ноті та йде за ними до їхнього села, де вона возз’єднується з Бріджером. Стежачи за Сабін, Сколл відчуває, що Перідея має більшу силу, і каже Хаті, що має намір знайти та використати її. Великі Матері попереджають Трауна, що джедай прибуває з Пурргілами. Зрозумівши, що Асока жива, Траун вимагає від Елсбет усіх подробиць її історії та просить Великих Матерів допомогти йому підготуватися до прибуття Асоки.                                                | |                    |              |                         |
| 7 | «Part Seven: Dreams and Madness» «Частина сьома: Мрії та божевілля»                                 | Ґіта Патель        | Дейв Філоні  | 26 вересня 2023         |
| На Корусанті Синдулла стикається з дисциплінарним слуханням, коли член трибуналу сенатор Ксіоно заперечує проти її звітів про таємну змову Залишку Імперії. C-3PO прибуває і надає трибуналу фальшивий дозвіл від Леї Органи, змушуючи суд звільнити Синдуллу, оскільки Мон Мотма таємно переконана в очевидному поверненні Трауна під час приватної бесіди з Синдуллою. Прибувши до Перідеї, Пургіли натикаються на імперське мінне поле, залишене силами Трауна, і відступають. Продовжуючи на самоті, Асока та Х'юянг зазнають нападу ворожих винищувачів і ховаються в полі уламків, що змушує гранд-адмірала застосувати більш розрахований підхід, щоб витіснити її. Асока знаходить Сабін Врен через Силу та прямує до поверхні планети. Бріджер, Врен і Ноті атакують Шин Хаті, бандитів, з якими Сабін стикалася раніше, і війська Трауна. Відмовляючись використовувати зброю, Бріджер використовує свої здібності Сили та рукопашний бій, тоді як Сабін використовує іншу зброю. Після того, як Асока приходить і ненадовго б'ється з Бейланом Сколлом, він йде геть, щоб дотримуватися власного шляху. Втручання Асоки та зменшення кількості солдатів призводять до того, що Траун відкликає своїх солдатів, що залишилися, і готує свій неминучий відхід тепер, коли його корабель «Хімера» повністю завантажений. Шин Хаті змушена відступити разом з солдатами. Асока, Бріджер і Врен радісно возз’єдналися, коли Х'юянг прибув із кораблем. | |                    |              |                         |
| 8 | «Part Eight: The Jedi, the Witch, and the Warlord» «Частина восьма: Джедай, відьма та воєначальник» | Рік Фамуїва        | Дейв Філоні  | 3 жовтня 2023           |
| Морґан Елсбет отримує меч Матері Талзін від Великих Матерів, щоб протистояти джедаям, а Езра Бріджер будує новий світловий меч, використовуючи запчастини від свого покійного майстра Кенана Джарруса. Асока, Сабін та Езра прямують до «Химери», яка зістикувалася з «Оком Сіону», але їм протистоять Елсбет і Нічні солдати, яких Великі Матері продовжують воскрешати після їх убивства. Сабін використовує Силу, щоб допомогти Езрі стрибнути на «Химеру», а Асока вбиває Морґан Елсбет. «Око Сіону» стрибає в гіперпростір, залишаючи Асоку, Сабін та Х'юянґа на Перідеї. Коли Траун і Великі Матері прибувають на Датомір, Бріджер тікає і возз’єднується з Синдуллою та Чоппером. Асока, Сабін і Х'юянґ приєднуються до Ноті та створюють свій новий дім на Перідеї під наглядом привиду Енакіна. Шин Хаті приєднується до бандитів, а Бейлан Сколл підіймається на гору біля статуї богів Мортіса. | |                    |              |                         |

## Виробництво

### Початок
Ще в березні 2020 року в Інтернеті поширилися перші чутки про те, що Lucasfilm працюватиме над власним серіалом про Асоку Тано, невдовзі після того, як генеральний директор Disney Боб Айґер припустив, що історії деяких другорядних персонажів серіалу «Мандалорець» будуть розширені у власні серії. Після того, як персонаж вперше з'явився в телевізійному епізоді «Частина 13: Джедай» у другому сезоні «Мандалорця», після появи в мультсеріалі «Війни клонів і повстанці», президент Lucasfilm Кетлін Кеннеді оголосила на День інвестора Disney-2020, що пропонує свої власний обмежений мінісеріал «Ahsoka» для потокового провайдера Disney+ на додаток до багатьох інших нових серіалів. Продюсерами були названі Дейв Філоні та Джон Фавро, які вже працювали над кількома серіалами «Зоряні війни». Філоні також відповідав за сценарій серіалу.

### Кастинг
Після анонсу серіалу в грудні 2020 року, було підтверджено, що Розаріо Довсон повторить свою роль Асоки Тано з «Мандалорця». Повідомляється, що до серпня 2021 року Lucasfilm хотів вибрати акторку на роль персонажа «Зоряні війни: Повстанці» Сабін Рен у серіалі. У жовтні Гайден Крістенсен мав повторити свою роль Енакіна Скайвокера / Дарта Вейдера, а Наташа Лю Бордіццо отримала роль Сабін Рен у листопаді. Пізніше того ж місяця українська акторка Іванна Сахно приєдналася до акторського складу в нерозкритій ролі. У січні 2022 року Мері Елізабет Вінстед приєдналася до акторського складу в нерозкритій ролі, а наступного місяця Рей Стівенсон приєднався до акторського складу як адмірал. Раніше Стівенсон озвучував героя Гара Саксона у фільмах «Повстанці та Війни клонів».
10 вересня 2022 року повідомили про появу в серіалі Езри Бріджера. На його роль було затверджено Емана Есфанді

### Знімання
Знімання розпочалося 9 травня 2022 року в Лос-Анджелесі під робочою назвою «Stormcrow», з Еріком Стілбергом і Куєном Траном, які виступають операторами. Серіал використовував технологію віртуального виробництва StageCraft. Теннант записав ранню версію своєї ролі перед зйомками, щоб акторський склад міг виступити з ним. Знімання завершилося в жовтні 2022.

### Музика
У квітні 2023 року під час Star Wars Celebration у Лондоні стало відомо, що Кевін Кінер напише музику для серіалу після того, як раніше написав музику для мультсеріалів «Війни клонів», «Повстанці», «Бракована партія» та «Сказання про джедаїв».

## Випуск
Прем'єра відбулася на Disney+ 22 серпня 2023 року двома епізодами. Наступні епізоди будуть виходити щотижня у вівторок, а серіал завершиться 3 жовтня 2023 року і складатиметься з восьми епізодів. Перший епізод був присвячений Рею Стівенсону, який помер у травні 2023 року. Спочатку прем'єра серіалу була запланована на 23 серпня 2023 року.

## Сприйняття
Агрегатор рецензій Rotten Tomatoes повідомляє, що 88 % із 236 критиків дали позитивну рецензію серіалу із середньою оцінкою 7.4/10. Критичний консенсус веб-сайту проголошує: «Піднесена чудовою грою Розаріо Довсон у головній ролі та міцною історією, яка балансує між новими та старими елементами саги „Зоряні війни“, Асока є обов'язковою для перегляду фанатами цієї франшизи». На Metacritic серіал має середньозважену оцінку 68 зі 100 на основі 25 критиків, вказуючи на «загалом схвальні відгуки».